# Сантьяго Сантамарія
Сантья́го Сантамарі́я (ісп. Santiago Santamaría, 22 серпня 1952, Сан-Ніколас-де-лос-Арройос — 27 липня 2013, Лаборде) — аргентинський футболіст, що грав на позиції флангового нападника за клуби «Ньюеллс Олд Бойз» та «Реймс», а також національну збірну Аргентини.

## Клубна кар'єра
У дорослому футболі дебютував 1971 року виступами за команду «Ньюеллс Олд Бойз», в якій провів три сезони. 
Привернув увагу представників тренерського штабу французького «Реймса» і 1974 року перебрався до Європи. Відіграв за команду з Реймса наступні п'ять сезонів своєї ігрової кар'єри. Більшість часу, проведеного у складі «Реймса», був основним гравцем атакувальної ланки команди.
1980 року повернувся до клубу «Ньюеллс Олд Бойз», за який відіграв ще чотири сезони. Завершив професійну кар'єру футболіста виступами за команду «Ньюеллс Олд Бойз» у 1983 році. Загалом за цю аргентинську команду забив 90 голів у 293 матчах аргентинської першості, що одним з найкращих показників серед усіх гравців в історії клубу.

## Виступи за збірну
1980 року дебютував в офіційних матчах у складі національної збірної Аргентини.
У складі збірної був учасником чемпіонату світу 1982 року в Іспанії, де виходив на поле у двох матчах.
Загалом протягом кар'єри у національній команді, яка тривала 3 роки, провів у її формі 10 матчів, забивши 2 голи.
Помер 27 липня 2013 року на 61-му році життя у Кордові.